# Pomacentrus chrysurus
Pomacentrus chrysurus là một loài cá biển thuộc chi Pomacentrus trong họ Cá thia. Loài này được mô tả lần đầu tiên vào năm 1830.

## Từ nguyên
Từ định danh chrysurus được ghép bởi hai âm tiết trong tiếng Hy Lạp cổ đại: chrysos (khrūsós, "vàng") và oura (ourá, "đuôi"), vì loài này được mô tả từ một mẫu vật đã ngâm trong cồn, nên màu sắc vây đuôi của loài cá này được nghĩ là có màu vàng khi còn sống (nhưng thực ra màu trắng).

## Phạm vi phân bố và môi trường sống
Từ Maldives và Sri Lanka, phạm vi của P. chrysurus trải dài đến vùng biển các nước Đông Nam Á, Palau và các đảo quốc thuộc Melanesia ở phía đông, ngược lên phía bắc đến quần đảo Ryukyu (Nhật Bản), xa hơn ở phía nam đến Úc. P. chrysurus sống ở khu vực có nền đáy cát, gần những rạn san hô viền bờ hoặc trong các đầm phá, độ sâu đến 15 m.
Tại Việt Nam, P. chrysurus được ghi nhận dọc theo vùng bờ biển Khánh Hòa–Ninh Thuận, Phú Yên, Bình Thuận, cù lao Chàm (Quảng Nam), đảo Lý Sơn (Quảng Ngãi), Phú Quốc, cù lao Câu (Bình Thuận), Côn Đảo và quần đảo Trường Sa.

## Mô tả
Chiều dài lớn nhất được ghi nhận ở P. chrysurus là 10 cm. Cá con màu xanh lam xám với dải màu cam từ mõm ngược ra sau lưng, có đốm đen viền xanh óng ở ngay sau vây lưng. Vây đuôi trong mờ. Cá trưởng thành có màu nâu sẫm, vây đuôi chuyển sang màu trắng, nhưng đốm đen trên vây lưng vẫn còn.
Số gai ở vây lưng: 13; Số tia vây ở vây lưng: 14–16; Số gai ở vây hậu môn: 2; Số tia vây ở vây hậu môn: 15–16; Số gai ở vây bụng: 1; Số tia vây ở vây bụng: 5.

## Sinh thái học
Thức ăn của P. chrysurus bao gồm tảo và các loài động vật phù du. Cá đực có tập tính bảo vệ và chăm sóc trứng.